# لطفی العبدلی

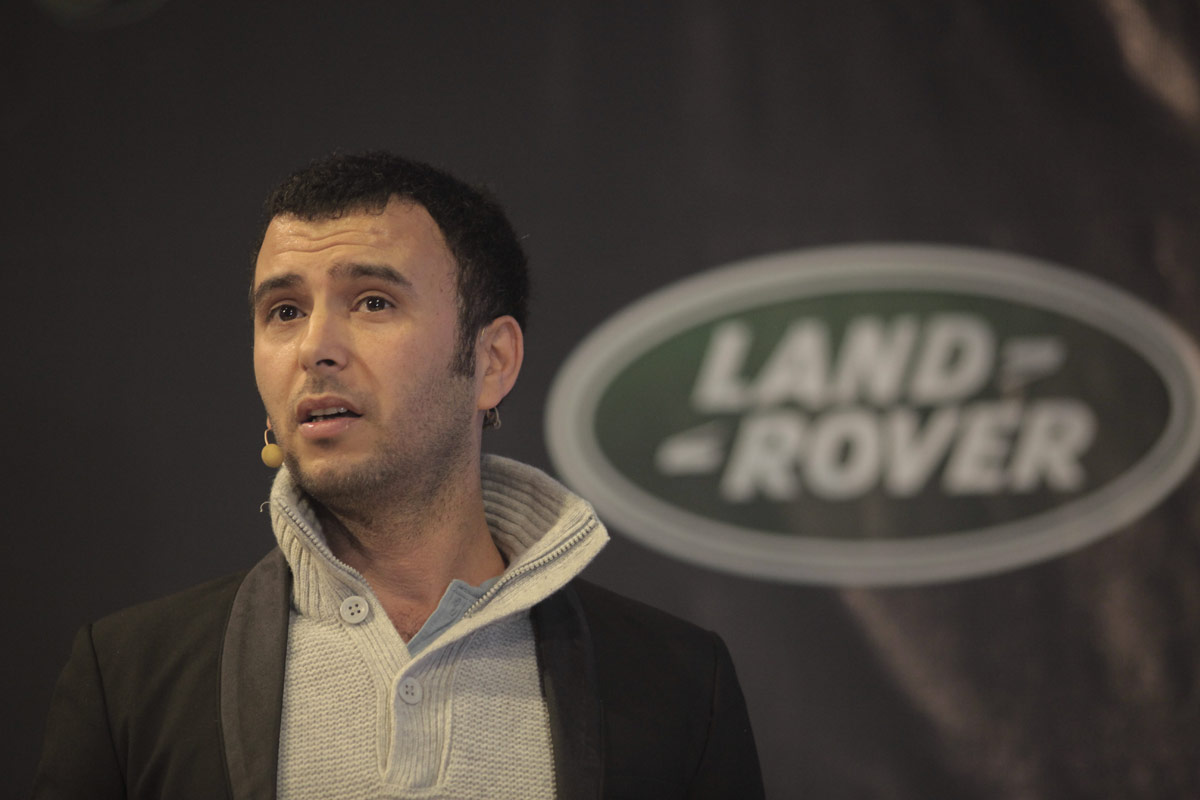

لطفی العبدلی (</img>) (متولد ۱۴ مارس ۱۹۷۰ در تونس) بازیگر و رقصنده تونسی است که در فیلم‌ها و سریال‌های زیادی ایفای نقش کرده‌است. او در سال ۲۰۰۶ برای بازی در فیلم نوری بوزید برنده جایزه بهترین بازیگر مرد از جشنواره فیلم کارتاژ شد.
یکی از بزرگترین جنجال‌های این هنرمند در شامگاه سه‌شنبه ۲۳ دی ماه ۱۳۹۲ در برنامه ساعت ۹ شبکه التونسی بود که لطفی العبدلی با انتقاد از رئیس‌جمهور منصف مرزوقی، وی را یک شراب‌خوار توصیف کرد. این موضوع باعث دلخوری مهمانان برنامه و خروج منصف کهلاویی مدیرکل مؤسسه مطالعات استراتژیک تونس و مقداد مجری روزنامه‌نگار شد.

## سینما

### فیلم های بلند
- 1998: No Man's Love اثر نیدال چاتا: حکیم
- 2002: عروسک‌های سفالی اثر نوری بوزید: ریوا
- 2003: خورشید ترور اثر عبدالکریم بهلول: زین
- 2004: ویلای محمد داماک: هدی
- ۱۳۸۵: عروسی تابستانی (ار) مختار لاجیمی: سامی
- 1385: ساخت نوری بوزید: بهتا
- 2007: آیین انسان اثر ژاک مالاتره
- 2010: شهر کیم نگوین: سوفیک
- 2010: اواخر دسامبر (ar) توسط معز کمون (ar): Sofiane
- 2011: نفوذی توسط جاکومو باتیاتو: حمزه
- 2011: Always Brando اثر Ridha Béhi: Lamine
- 2011: خوک غزه اثر سیلوین استیبال: پلیس جوان
- ۱۳۹۱: یادداشت نادرست مجدی اسمیری: لطفی عبدلی
- 2012: میلفی اثر نوری بوزید: براهیم
- 2014: سیمشار (en) توسط ربکا کرمونا (en): سیمون
- 2015: [[مرزهای بهشت (ar) اثر Farès Naânaâ: Sami
- 2019: نورا رویای هنده بوجما: جمل

### طول متوسط
- 2008: پنالتی (Dharbet Jazzaa) توسط نوری بوزید

### فیلم کوتاه
- 2005: عادی (نسما و ریح) اثر لاسعد دخیلی
- 2006: قرار ملاقات (اهلم) اثر سارا ابید
- 2006: آشغال توسط لطفی آچور
- 2006: باید در مورد عامل اسماوی به آنها بگویم
- 2006: قطار قطار توسط Taoufik Béhi
- 2008: گریز توسط محمد عجبونی
- 2009: لی عامل اثر جمیل نجار
- 2013: هر چيزى توسط اسمهانه لاهمار: پاکو
- ۱۳۹۴: قصری اثر جمیل نجار

## تلویزیون

### سری
- 1998: اچقا و حکایت اثر صلاح الدین اسید: زوهیر
- 1999: غالیا توسط منسف کاتب و جمل الدین خلیف (مهمان افتخاری قسمت‌های 12 تا 15): Kaïs
- 2001: من به شما نگفتم
- 2002: دختری از کیوسک نوشته خالد برساوی: سلطان
- 2003: Chez Azaïez اثر حاتم بل حاج و اسلاالدین اسید (مهمان افتخاری از قسمت های 21 تا 24): ناموسا
- 2003: چمس و ذلال اثر عزالدین حرباویی: هیچم
- 2004: ردپایی بر ابرها نوشته عبداللطیف بن عمار و محمد منگی بن تارا: عادل
- 2006: هییت و امانی از محمد قدبانه: کامل
- 2007-2008: چوفلی هال اثر اسلاالدین اسید و عبدالقادر جربی: محمدعلی - میدو
- 2008: خانه صدام اثر جیم اوهانلون: عبدالصمد

1387: سید اریم اثر علی منصور: سهیل
- 2010: Garage Lekrik اثر Ridha Béhi: Sofien Boulon
- 2011: نجوم اللیل از مهدی نصرا: ماروئن
- 2012: برای چشمان زیبای کاترین اثر حمادی عرفه: سی ایمد
- 2013-2014: نیس شاد اثر مجدی اسمیری: حسونا
- 2013-2014: کافه دوربین اثر ابراهیم لطائف: دالی
- 2015-2018: بولیس اثر مجدی اسمیری: عمار
- 1394: مدرسه کریم بن روما: آقای برجاب (استاد فلسفه)
- 2015: داستان های تونسی اثر نادا مزنی حفائیده: سی مو
- 2015: لیلت چاک ساخته مجدی اسمیری (مهمان افتخاری قسمت 16): محقق
- ۱۳۹۵: رئیس جمیل نجار: نجم
- 2016-2017: فلش بک توسط مراد بن چیخ: آقای سادوک ماهواچی
- 2018-2019: علی چوررب ساخته مدیح بلعید و ربیعی تکالی: علی چوررب
- 2019: پرونده 460 مجدی اسمیری: آقای لمجد - گلانزا
- 2019: نوبه از عبدالحمید بوشنک (مهمان افتخاری قسمت 20): پسر گانوش
- 2021: جاسوس ربیع تکالی: زید

### نمایش می دهد
- 1999-2001: چمز علیک اثر نجیب بلکاذی در Canal+ Horizons
- 2011: نس ال کان در نسما: مهمان
- 2012:
  - تمساح اثر معز بن غربیا: مهمان
  - ضحوک توسل اثر کوثر بلحاج در تلویزیون تونس: مهمان
  - ستاره تایم در تلویزیون تونس: مهمان
- 2015:
  - کلم اینس از آلا چبی در الحوار التونسی: مهمان
  - Labès توسط Naoufel Ouertani در Attessia TV: مهمان
  - از آمینه گارا در تلویزیون هانیبال به من چیزی نمی گوید: مهمان
- 2016:
  - چیچ بیچ در تلویزیون آتسیا: مجری
  - بیت الکاسید با زهی وهبی در المیادین (en): مهمان
- 2017: Labès (فصل 8) با Naoufel Ouertani در Attessia TV: مهمان
- 2017-2020: زمان نمایش عبدلی: مجری
- 2018:
  - کلم اینس با آلا چبی: مهمان
  - فرهنگ در France 24 با لیانا صلاح: مهمان
- 2020: بینتنا (قسمت 1) با آلا چبی در الحوار التونسی: مهمان
- 2021:
  - دری دارک با عامل اسماوی (وب نمایش) در کانال یوتیوب رادیو IFM: مهمان
  - واچ چاچا با سمیر الوافی در تلویزیون آتسیا: مهمان قسمت 27 فصل 3

2021-2022:
- - نمایش بزرگ عبدلی در کارتاژ+: میزبان

## تئاتر
- 2006: برج اددالو اثر Taoufik El Ayeb
- 2009: ساخت تونس توسط چدلی ارفاوی
- 2015: بهترین نمایش عبدلی
- 2019: Just Abdelli 100% Taboo اثر ربیعی تکلی

1. ↑  بسبب لطفی العبدلی مقداد الماجری وطارق الکحلاوی ینسحبان علی المباشر من برنامج التاسعة بایگانی‌شده  در ۲۰۱۶-۰۴-۲۳ توسط Wayback Machine
2. ↑  عاجل/لطفی العبدلی ینتقد المرزوقی وطارق الکحلاوی ینسحب بایگانی‌شده  در ۲۰۱۴-۰۱-۱۸ توسط Wayback Machine